# Amr Zaki
Amr Hassan Zaki (ur. 1 stycznia 1983 w Al-Mansurze), egipski piłkarz grający na pozycji napastnika.

## Kariera

### Klubowa
Karierę Zaki rozpoczął w Al-Mansoura Club w ojczyźnie. Następnym miejscem zatrudnienia było ENPPI, również z Egiptu, w którym to klubie w roku 2006 był najlepszym strzelcem. Udanie spisał się w Pucharze Narodów Afryki 2006, który wygrała reprezentacja Egiptu. Po turnieju przeniósł się do lepszego klubu, konkretnie do Lokomotiwu Moskwa, która to drużyna zapłaciła za niego 2 miliony dolarów. Jednak w swym nowym klubie nie zagrał ani razu od pierwszej minuty.
W 2006 roku Zaki wrócił do Egiptu i grał w zespole Zamaleku SC. 22 lipca 2008 roku podpisał kontrakt z Wigan Athletic, do którego trafił na roczne wypożyczenie.
W nowym klubie zadebiutował 16 sierpnia 2008 w przegranym 2:1 ligowym spotkaniu z West Ham United, strzelił także wtedy swoją pierwszą bramkę dla Wigan.
W 2012 roku przeszedł do Elazığsporu, w którym jednak zagrał tylko w ośmiu meczach.
17 lutego 2013 roku na zasadzie wolnego transferu przeszedł do egipskiego ENPPI. Był też zawodnikiem klubów Al-Salmiya SC, Raja Casablanca, Al-Ahed SC i El Mokawloon SC.

### Reprezentacyjna
Zaki w Reprezentacji Egiptu zadebiutował w 2004 roku.
Pucharze Narodów Afryki 2006 strzelił zwycięskiego gola tuż po wejściu na plac gry w półfinale przeciwko Senegalowi. Egipt po raz piąty zwyciężył te rozgrywki.
2 lata później, w Pucharze Narodów Afryki 2008, Zaki strzelił gola przeciwko Zambii, a także w ćwierćfinałowym spotkaniu z Angolą oraz półfinałowym z Wybrzeżem Kości Słoniowej. Jego reprezentacja po raz szósty zdobyła tytuł najlepszej drużyny czarnego lądu, a sam zawodnik znalazł się w jedenastce turnieju, strzelając 4 gole.